# Upogebia spinistipula
Upogebia spinistipula är en kräftdjursart som beskrevs av A. B. Williams och Heard 1991. Upogebia spinistipula ingår i släktet Upogebia och familjen Upogebiidae. Inga underarter finns listade i Catalogue of Life.